# Who the Fuck Are Arctic Monkeys?
Who the Fuck Are Arctic Monkeys? é o segundo EP da banda de indie rock Arctic Monkeys, lançado em 24 de abril de 2006 pela Domino Records. O EP apresenta "The View from the Afternoon", a canção de abertura do primeiro álbum da banda, Whatever People Say I Am, That's What I'm Not, juntamente com outras quatro músicas novas.
"The View from the Afternoon" foi inicialmente planejada para ser o terceiro single da banda seguindo os sucessos "I Bet You Look Good on the Dancefloor" e "When the Sun Goes Down", mas a banda declarou em março de 2006 que sua próxima gravação seria de fato um EP de cinco faixas, assim desqualificando-o dos singles e álbuns britânicos, por ser um EP muito longo para ser um single e por ser muito barato para ser um álbum. Com "The View from the Afternoon" como o A-side, o resto do EP é composto de material novo, embora "Cigarette Smoker Fiona" seja uma modificação de uma das primeiras canções da banda, "Cigarette Smoke", que era parte da coleção de CDs demo Beneath the Boardwalk.
"Despair In The Departure Lounge" foi apresentada ao público pela primeira vez no Great American Music Hall em San Francisco, embora tenha sido tocada apenas por Alex Turner, devido a Andy Nicholson ter explodido seu amplificador de contrabaixo.
Devido à má linguagem utilizada no EP, a difusão por rádio foi significativamente mais baixa do que em lançamentos anteriores da banda, embora seja provável que isto fosse de pouca preocupação, dado que o crescimento da banda para o sucesso seja menos apoiado no rádio, o que é típico de bandas novas.
Assim como em lançamentos anteriores, o conteúdo do EP vazou na Internet e em programas de compartilhamento de arquivos peer-to-peer várias semanas antes do lançamento oficial.

## Faixas
Todas as faixas escritas e compostas por Alex Turner. 
| N.º            | Título                             | Duração |  |
| 1.             | "The View from the Afternoon"      | 3:38    |  |
| 2.             | "Cigarette Smoker Fiona"           | 2:56    |  |
| 3.             | "Despair in the Departure Lounge"  | 3:22    |  |
| 4.             | "No Buses"                         | 3:17    |  |
| 5.             | "Who the Fuck Are Arctic Monkeys?" | 5:36    |  |
| Duração total: | Duração total:                     | 18:51   |  |